# Сайгафаров, Амир Закирович
Амир Закирович Сайгафаров (16 мая 1935, Ишберде — 27 мая 2022, Баймак) — башкирский краевед, писатель, топонимист. Заслуженный работник народного образования РБ (1996). Почетный краевед (2007). Лауреат премии им. Батыра Валидова в области литературы (2006). Почетный гражданин города Баймак и Баймакского района. Автор статей в универсальном справочно-энциклопедическом издании в семи томах «Башкирская энциклопедия», в Баймакской энциклопедии и в Сибайской энциклопедии.

## Биография
Амир Закирович Сайгафаров родился в посёлке Ишберде Баймакского района 16 мая 1935 года. Отец и мать из крестьянской семьи, являлись рабочими Тубинского золотодобывающего предприятия треста "Башзолото".
Окончил Темясовское педагогическое училище (1954) и Башкирский государственный университет.
В 1954 году был направлен  по распределению в  Кунашакский район  Челябинской области. В двухкомплектной Муртазинской начальной школе  обучал детей 2-4 классов, одновременно выполняя обязанности заведующего школой.
Затем его переводят в Сураковскую семилетнюю школу, где он преподавал географию, физкультуру, вел классное руководство (1955). После службы в армии, которую он проходил в Приморском крае, возвращается в родные края (1955-1957).
Учитель родного языка и литературы Тавлыкаевской семилетней школы (1958).
Учитель 5-7 классов Казанской семилетней школы (1958-1962).
Директор Казанской восьмилетней школы (1962-1965).
Секретарь партийного комитета совхоза "Ирандыкский" (1965-1971).
Заведующий отделом пропаганды и агитации Баймакского райкома КПСС (1971).
Заведующий отделом организационно-партийной работы Баймакского райкома КПСС (1971-1975).
Председатель исполкома Баймакского райсовета депутатов трудящихся (1975-1982).
Начальник ПМК-545 треста "Башмедьстрой" (1982-1983).
Директор Баймакской средней школы-интерната (1983-1989).
Директор Баймакской средней школы №1 (1989-1990).
Избран заместитетелем председателя исполкома Баймакского горсовета (1990-1991).
Избран заместителем председателя исполкома Баймакского районного совета (1991).
Назначен первым заместителем главы администрации Баймакского района и города Баймак (1992-1994).

Назначен первым заместителем главы Баймакской горрайдминистрации по городским вопросам (1994-1997).
Внес значительный вклад в развитие экономики, народного образования, культуры, расширение жилищного строительства в городе и селе, дорожного строительства, медицинского обслуживания населения, увеличение сети дошкольных учреждений, укрепление материальной базы школ и детских учреждений Баймакского района.
Выйдя на заслуженный отдых (1995), занялся краеведческой исследовательской деятельностью.
Председатель совета Бурзянского племени избран на большом съезде племени (1993).
Председатель Баймакского филиала Всемирного курултая (конгресса) башкир (1995-2013).
Председатель Баймакского филиала Республиканского общества краеведов (2003).
Был инициатором и организатором создания Баймакского филиала Всемирного курултая (конгресса) башкир, созыва съезда представителей башкир Бурзянского племени и создания его исполнительного органа.
Является автором 9 книг, 30 очерков и статей, посвящённых истории, топонимике, образованию, здравоохранению, историческим личностям Башкортостана.  Опубликован в основном в районной печати (газеты "Баймакский вестник", "Сакмар"), в журнале "Ватандаш", газетах "Йәшлек", "Киске Өфө", Событием в культурной жизни района стало издание в Уфе в 2002 году книги «Баймакский край», в соавторстве с Р. И. Утягуловым и А. И. Багумановым. Является одним из авторов многотомной "Башкирской энциклопедии".

### Основные произведения
- Баймакский край.Уфа,2002;

- Ер-һыу атамалары.( Топонимика Баймакского района).Өфө, 2004;
- Бөрйән ырыуы (Бурзянский род).Өфө, 2008;
- 450 лет вместе с Россией.Баймак, 2007;
- На страже здоровья. Этапы развития и становления здравохранения.Сибай, 2007;
- Развитие общего образования.Баймакский район.Магнитогорск, 2009;
- Дәрдмәнд.Ижад шишмәһе Ирәндектән (Дэрдмэнд.Истоки творчества- на Ирандыке).Баймак, 2009;
- Ир иңендә ил ғәме.Баймаҡ, 2010;
- Илһөйәр һәм ғәййәр олатайҙарыбыҙ 1812 йылғы Ватан һуғышында.Баймаҡ, 2012;
- Иҫәнбәт-Сураш батыр ейәндәре төйәге. (Исянбетово-  родина потомков Сураш батыра).Сибай, 2015.

## Награды
- Орден Трудового Красного Знамени (1976)
- Орден Знак Почета (1971; 1981)
- Медаль Всемирного Курултая (конгресса) башкир "Ал да нур сәс халҡыңа" (За просвещение народа)

## Почетные звания
- Заслуженный работник народного образования РБ (1996)
- Почетный краевед РБ (2007)
- Лауреат премии им. Батыра Валидова в области литературы (2006)
- "Халыҡ ихтирамы" (Народное признание) Исполкома МСОО "Всемирный курултай (конгресс) башкир" (2010)